# Eurycyde arctica
Eurycyde arctica is een zeespin uit de familie Ascorhynchidae. De soort behoort tot het geslacht Eurycyde. Eurycyde arctica werd in 1995 voor het eerst wetenschappelijk beschreven door Child. 